# John Fautenberry
John Joseph Fautenberry (n. 4 iulie 1963 – d. 14 iulie 2009) a fost un criminal în serie american, care, în perioada dintre toamna anului 1991 și primăvara anului 1992, a comis o serie de cel puțin cinci crime în patru state, din motive de câștig material. Ulterior, Fautenberry a fost condamnat la moarte în statul Ohio și executat pe 14 iulie 2009.

## Biografie
John Fautenberry s-a născut pe 4 iulie 1963 în orașul New London, statul Connecticut. A avut o soră. La doi ani după naștere, tatăl său, John Yuchniuk, a părăsit familia, ceea ce a dus la dificultăți financiare, iar copilăria lui John s-a desfășurat într-un mediu social defavorizat. În anii următori, mama sa a încercat în repetate rânduri să restabilească relația cu tatăl său și s-a adresat acestuia pentru ajutor financiar, însă Yuchniuk și părinții acestuia au ignorat cererile și au refuzat să comunice cu copiii.
În 1973, mama lui John l-a cunoscut pe Robert Fautenberry, un ofițer superior din Marina Militară, cu care s-a căsătorit ulterior. Fautenberry l-a adoptat pe John și i-a dat numele său de familie. La scurt timp după aceea, familia a părăsit statul Connecticut și s-a mutat în Honolulu (statul Hawaii), unde Robert își desfășura serviciul militar la una dintre bazele navale. În urma conflictului cu tatăl său biologic, John a început să manifeste simptome de tulburări psihice, suferind de oscilații emoționale și având dificultăți de comunicare din cauza tendințelor sale introvertite.
La Honolulu, John a început să frecventeze școala Radford High School, unde 76% dintre elevi erau copii ai militarilor, care adesea schimbau școlile în funcție de transferurile părinților. Din această cauză, John nu și-a făcut prieteni și evita contactele sociale cu colegii. Deși a obținut rezultate bune la învățătură, în clasele superioare a pierdut interesul pentru studiu, motiv pentru care a început să se dedice consumului de alcool și substanțelor narcotice. Comportamentul său problematic a dus la încălcări repetate ale disciplinei școlare și la sancțiuni administrative. În 1981, cu puțin timp înainte de absolvirea clasei a XII-a, a fost exmatriculat din cauza absențelor frecvente și a rezultatelor slabe. După exmatriculare, John a părăsit Honolulu și s-a mutat în Atlanta (statul Georgia), unde a învățat meseria de șofer. Din cauza dificultăților financiare, la începutul anilor 1980, el a început să ducă un stil de viață marginal.
În decembrie 1982, a fost arestat în Cleburne, statul Alabama, sub acuzația de furt de vehicul. În 1983, a fost din nou arestat în Fulton pentru furt, dar, în cele din urmă, a scăpat cu o condamnare suspendată și un termen de probă. În 1985, mama sa a decedat din cauza complicațiilor cauzate de cancer în North Kingstown, statul Rhode Island. Moartea mamei a avut un impact profund asupra stării sale psihico-emoționale, determinându-l să părăsească statul Georgia și să se mute în Ohio.
S-a stabilit în orașul Norwood, unde a găsit un loc de muncă ca șofer de camion la compania „A-One Cleaners” și a început o relație de concubinaj cu una dintre angajate. În această perioadă, John a început să manifeste interes pentru armele de foc și, ulterior, a devenit fan al atributelor militare, ceea ce l-a determinat să dezvăluie comportamente deviante⁠(d) și să comită infracțiuni. În octombrie 1986, a fost arestat pentru agresarea concubinei sale, pe care a forțat-o să retragă sume mari din conturi bancare sub amenințare cu moartea. Ulterior, o parte din acuzații au fost retrase în urma unei înțelegeri între părți, iar pe 6 ianuarie 1987 a fost condamnat cu suspendare pentru deținere ilegală de arme, cu un termen de probă de trei ani.
În același an, Fautenberry a luat legătura cu tatăl său biologic, care locuia în zona rurală al comitatului Lake, statul Oregon, și avea o fermă. Fautenberry a solicitat transferul sub supravegherea sistemului penitenciar din Oregon și, după obținerea aprobării, s-a mutat la ferma tatălui său în aprilie 1987. Din cauza refuzului de a lucra ca muncitor pe fermă, Fautenberry a intrat rapid într-un conflict cu tatăl său, după care a părăsit ferma și s-a mutat în orașul Gresham, unde a găsit un loc de muncă ca șofer de camion și s-a întâlnit cu o femeie care era cu 14 ani mai în vârstă decât el. În ciuda diferenței de vârstă, Fautenberry a început să trăiască cu ea. După expirarea termenului de probă în februarie 1990, Fautenberry s-a mutat în Portland, unde s-a angajat ca șofer de camion la compania „Pacific Western”. În această perioadă, a început din nou să consume alcool și să petreacă mult timp în compania prostituatelor și a proxeneților. În toamna anului 1990, din cauza livrărilor întârziate și a pierderilor financiare cauzate, a fost concediat. Rămânând fără mijloace de trai, Fautenberry a intrat într-o stare de conflict interior și s-a hotărât să comită infracțiuni..

## Seria crimelor
În noiembrie 1990, într-o parcare pentru camioane din orașul Troutdale (statul Oregon), John Fautenberry l-a întâlnit pe Donald Nutley, în vârstă de 47 de ani. În timpul conversației, Nutley i-a spus că intenționează să viziteze vulcanul Hood⁠(d) pentru antrenamente de tir și i-a propus lui Fautenberry să-l însoțească. John a acceptat, după care cei doi s-au deplasat într-o zonă împădurită, situată la nord-est de orașul Zigzag. În acea regiune izolată, Fautenberry a atacat victima, jefuind-o și împușcând-o mortal. După comiterea crimei, el a fugit, iar soarta lui Nutley a rămas un mister până pe 21 aprilie 1991, când rămășițele lui Donald Nutley, inclusiv craniul cu o gaură de glonț, au fost descoperite în pădure. Ulterior ancheta a confirmat că acesta a fost ucis de John Fautenberry.
La începutul lunii ianuarie 1991, John Fautenberry a părăsit statul Oregon și a început să ducă un stil de viață nomad. În aceeași lună, el s-a îndreptat spre statul Illinois. La 1 februarie 1991, Fautenberry s-a oprit într-o parcare pentru camioane din comitatul Hunterdon, New Jersey, situată în apropierea autostrăzii interstatale I-78, cu intenția de a lua micul dejun. Într-un restaurant tip fast-food, el l-a întâlnit pe Gary Farmer, un șofer de camion în vârstă de 27 de ani din Springfield, Tennessee. După ce s-au cunoscut, Farmer i-a propus să-l ia pe Faulkenberry cu el și l-a urcat în camionul său, unde, în scurt timp, John Faulkenberry l-a atacat, omorându-l și jefuindu-l. Printre bunurile furate s-au numărat un ceas, un cuțit și 40 de dolari. Corpul victimei a fost abandonat de Fautenberry în compartimentul de dormit al camionului, iar vehiculul a fost lăsat într-o zonă împădurită. Trupul neînsuflețit al lui Farmer a fost descoperit la 5 februarie 1991. După identificarea victimei, poliția comitatului a găsit martori în cursul investigației, pe baza declarațiilor cărora au publicat ulterior un portret-robot al suspectului.
La 17 februarie 1991, John Fautenberry a ajuns în comitatul Clermont, statul Ohio, unde, călătorind autostop, a oprit mașina unui localnic, Joseph Daron Jr., în vârstă de 45 de ani. La scurt timp după ce a urcat în mașina lui Daron, Fautenberry l-a atacat, l-a jefuit și l-a ucis, abandonându-i corpul într-o zonă împădurită din apropierea unei șosele. La două zile după dispariția lui Daron, acesta a fost declarat dispărut de către autorități. Fautenberry a folosit mașina furată a lui Daron pentru a traversa mai multe state americane, utilizând cardurile de credit ale victimei de 25 de ori pentru diverse cumpărături. Acest comportament a atras atenția autorităților pe parcursul investigației. Rămășițele lui Joseph Daron au fost descoperite la o lună după crimă, pe 20 martie 1991.
Pe 23 februarie 1991, John Fautenberry s-a întors în Portland și a participat la o petrecere organizată de cunoscuți, unde a întâlnit-o pe Christine Ann Guthrie, în vârstă de 32 de ani. După ce s-au cunoscut, femeia a fost de acord să întrețină relații intime cu Fautenberry, iar cei doi s-au deplasat la motelul Silver Sands, situat pe coastă, unde Faulkenberry a închiriat o cameră. Pe 26 februarie a aceluiași an, John Faulkenberry a împușcat-o pe Christine Guthrie. După dispariția femeii, rudele și prietenii acesteia au alertat poliția. În timpul anchetei, poliția a vizitat motelul Silver Sands și a interogat personalul. Proprietara motelului a identificat-o pe Christine Guthrie pe baza unei fotografii prezentate și a declarat că, cu o zi înainte de dispariție, femeia era însoțită de un bărbat care conducea un vehicul cu numărul de înmatriculare 138 CXS și care închiriase o cameră sub numele John Joseph Fautenberry. În urma verificării numărului de înmatriculare, poliția a stabilit că vehiculul folosit de Fautenberry aparținea lui Joseph Daron, victima sa anterioară. În consecință, John Fautenberry a fost dat în urmărire generală. Aflând de la cunoștințe că era căutat de autorități, John Fautenberry a părăsit statul Oregon și s-a îndreptat spre Seattle, statul Washington. Ajuns la aeroportul Seattle-Tacoma, acesta a abandonat mașina lui Joseph Daron în parcarea aeroportului.
Ulterior, Fautenberry a cumpărat un bilet de avion către orașul Juneau, statul Alaska, unde a ajuns la începutul lunii martie 1991.
John Faulkenberry a găsit de lucru pe una dintre bărcile de pescuit și a fost cazat la Bergman Hotel. Totuși, din cauza absențelor nemotivate, a fost concediat după scurt timp. Pe 14 martie 1991, Fautenberry a intrat într-un bar din oraș, unde l-a cunoscut pe minerul Jefferson Diffee, în vârstă de 39 de ani. În timpul consumului de alcool, John a câștigat încrederea lui Diffee, care i-a propus să rămână peste noapte la el acasă. Odată ajuns în casa lui Jefferson Diffie, Fautenberry l-a atacat, aplicându-i peste 17 lovituri de cuțit, care au dus la decesul acestuia. După crimă, Fautenberry a furat bani, carduri de credit, un pistol de calibru 9 mm și alte bunuri de valoare, părăsind apoi locul faptei. Colegii lui Diffee, îngrijorați de absența sa de la muncă, au sesizat poliția, care ulterior a descoperit trupul său. În cursul investigației, Fautenberry a intrat în atenția poliției după ce a folosit cardul de credit al lui Diffee pentru a face diverse achiziții.

## Arestarea
După ce poliția din Juneau a stabilit că Fautenberry se află în căutare în statul Ohio și este suspectat de comiterea altor crime, a fost pus sub observație. În cursul investigației privind uciderea lui Diffee, poliția a interogat angajați și vizitatori ai barului, care l-au recunoscut pe Fautenberry dintr-o fotografie, confirmând că acesta era persoana cu care Jefferson Diffee părăsise barul în ziua morții sale. Pe baza acestor mărturii, John Fautenberry a fost arestat pe 17 martie 1991 în camera sa de hotel și dus la secția de poliție. În timpul percheziției camerei sale, au fost descoperite carduri de credit aparținând lui Jefferson Diffee și Gary Farmer, precum și ceasurile lui Farmer.
În timpul interogatoriului, confruntat cu dovezi care îl incriminau în comiterea a 5 crime, Fautenberry a recunoscut că a comis aceste crime și a relatat cum s-au desfășurat evenimentele. El a spus că nu plănuia să-l ucidă pe Gary Farmer, dar că Farmer s-a dovedit a fi homosexual și l-a supus la abuzuri sexuale, amenințându-l cu o armă. Ca urmare, Faulkenberry l-a atacat pe Farmer și, în legitima apărare, l-a ucis, după care l-a jefuit. În cazul uciderii lui Christine Ann Guthrie, Fautenberry a afirmat că a împușcat-o pe tânără dimineața devreme pe 26 februarie 1991, imediat după ce au părăsit motelul, indicând locul unde se afla trupul ei. Ulterior, rămășițele lui Kristin Guthrie, inclusiv craniul cu o urmă de glonț, au fost descoperite în zona indicată de Fautenberry, pe 1 aprilie 1991. De asemenea, Fautenberry a povestit anchetatorilor că în septembrie 1984, în orașul Roseburg, Oregon l-a întâlnit pe vagabondul Richard Combs, în vârstă de 25 de ani. După ce au consumat băuturi alcoolice împreună, Fautenberry, aflat într-o stare psihologică extrem de fragilă din cauza problemelor personale, în timpul unei certuri l-a atacat pe Combs, provocându-i o lovitură cu cuțitul în zona gâtului, din cauza căreia Combs a murit. Până la acel moment, pentru uciderea lui Combs fusese deja condamnat alt locuitor al orașului Roseburg, Michael Collier, în vârstă de 28 de ani, care pe baza dovezilor și a propriilor mărturisiri fusese condamnat în 1984 la 30 de ani de închisoare. Din acest motiv, mărturiile lui Fautenberry nu au fost considerate credibile, iar ulterior nu i-au fost aduse acuzații. Totuși, pe baza acestei informații, Faulkenberry era suspectat de implicare în comiterea unor crime în serie împotriva femeilor și fetelor în parcările și stațiile de servicii pentru camioane de-a lungul autostrăzii interstatale I-71 din Ohio între anii 1981 și 1990. Identitatea criminalului nu a fost stabilită și acesta a fost cunoscut în cadrul anchetei sub numele de „Doctor No”. Cu toate acestea, în cursul investigației ulterioare, John Faulkenberry nu a fost identificat ca fiind „Doctor No”. În mai 1991, aflându-se în închisoarea Lemon Creek, Fautenberry a acceptat un interviu telefonic cu canalul de televiziune WKRC-TV, în care a mărturisit comiterea crimelor. El a indicat drept motiv lăcomia, cauzată de dificultățile financiare cu care se confrunta din cauza pierderii locului de muncă. După interviu, Fautenberry a încercat să se sinucidă tăindu-și încheietura cu o lamă de ras, dar a fost descoperit la timp și salvat.

## Procesele judiciare
John Faulkenberry a fost acuzat de uciderea lui Jefferson Diffie, Gary Farmer și Joseph Deyron. El a fost judecat pentru crima lui Diffee în vara anului 1991. Fautenberry și-a confirmat mărturiile inițiale, iar în august același an a fost găsit vinovat și condamnat la 99 de ani de închisoare fără posibilitatea de eliberare condiționată. Ulterior, el a fost extrădat în statul Ohio, unde a fost judecat pentru uciderea lui Joseph Daron.
În timpul procesului, Fautenberry și avocații săi au cerut o reducere a pedepsei, invocând faptul că John a crescut într-un mediu social defavorizat, ceea ce a dus la probleme psihice, emoționale și comportamentale. Cu toate acestea, în septembrie 1992, el a fost găsit vinovat de uciderea lui Daron și condamnat la moarte. Fautenberry nu a avut nicio reacție la citirea sentinței
După condamnare, John a fost extrădat în statul New Jersey, unde a fost judecat pentru uciderea lui Gary Farmer. După un lung proces, în septembrie 1993, el a fost găsit vinovat și condamnat la închisoare pe viață, fiind apoi transportat înapoi în statul Ohio pentru executarea pedepsei cu moartea.

## Executarea pedepsei
După condamnare, John Fautenberry a încercat să obțină anularea sentinței capitale și a depus mai multe apeluri. În 1994, el a depus un apel la Curtea de Apel a statului Ohio pentru anularea sentinței capitale și solicitarea unui nou proces. Echipa sa de avocați a prezentat dovezi de reducere a pedepsei. După examinarea tuturor dovezilor și a mărturiilor a șase ofițeri de poliție prezentate de către acuzare în timpul audierii privind reducerea pedepsei, un tribunal format din trei judecători a confirmat condamnarea și pedeapsa cu moartea, stabilind că factorii agravanți depășeau semnificativ factorii atenuanți. Curtea Supremă din Ohio a confirmat și ea sentința lui Fautenberry, iar acesta a depus o cerere la Curtea Supremă a Statelor Unite pentru revizuirea deciziilor instanțelor inferioare, dar cererea sa a fost respinsă. În anii următori, el a depus încă câteva documente de apel, susținând că asistența juridică primită a fost ineficientă, dar toate apelurile sale au fost respinse. În decembrie 2008, după ce epuizase toate opțiunile de anulare a verdictului și solicitare a unui nou proces, procurorul general al statului Ohio s-a adresat Curții Supreme din Ohio cerând stabilirea unei date pentru execuția lui John Faulkenberry, care a fost programată pentru luna iulie 2009.
În iulie 2009, cu puțin înainte de execuție, avocații lui Fautenberry au depus un apel pentru suspendarea executării pedepsei capitale și au solicitat o evaluare psihiatrică judiciară pentru a stabili semne de encefalopatie (afectare organică a creierului), însă apelul a fost respins, în ciuda faptului că ultima evaluare similară în cazul lui Faulkenberry fusese efectuată în 1996. De asemenea, John Fautenberry a adresat o cerere de grațiere guvernatorului statului Ohio, dar aceasta a fost refuzată. John Fautenberry a fost executat în dimineața zilei de 14 iulie 2009 în închisoarea „Southern Ohio Correctional Facility”. Înainte de execuție, el a petrecut câteva ore cu avocatul său și s-a spovedit la un preot, dar a refuzat să facă un apel către sora sa. Ca ultimul său prânz, a comandat un preparat din ouă, toast prăjit și cartofi prăjiți. Fautenberry a refuzat să rostească un ultim cuvânt.